# Crepidium fimbriatum
Crepidium fimbriatum är en orkidéart som först beskrevs av Peter S. `Bill' Lavarack, och fick sitt nu gällande namn av Dariusz Lucjan Szlachetko. Crepidium fimbriatum ingår i släktet Crepidium, och familjen orkidéer. Inga underarter finns listade i Catalogue of Life.